# 秋田県道・岩手県道318号八幡平公園線
秋田県道・岩手県道318号八幡平公園線（あきたけんどう・いわてけんどう318ごう はちまんたいこうえんせん）は、秋田県仙北市から岩手県八幡平市に至る一般県道である。愛称は八幡平樹海ライン。

## 概要
松川温泉と八幡平頂上を結ぶ観光道路、愛称八幡平樹海ライン。沿道には藤七温泉や下倉スキー場がある。冬期は積雪のため八幡平アスピーテラインと共に閉鎖される。なお、当線の一部区間は下倉スキー場のゲレンデと交差しており、春から秋はリフトの下を通る。

### 路線データ
- 総延長 : 17.111 km[3]
  - 秋田県側 : 0.913 km[4]
  - 岩手県側 : 16.1975 km[3]
- 実延長 : 17.111 km
  - 秋田県側 : 0.913 km[4]
  - 岩手県側 : 16.1975 km[3]
- 起点 : 秋田県仙北市田沢湖田沢字大深沢国有林16林班ト小班[5]（八幡平頂上・岩手・秋田両県境、岩手県道・秋田県道23号大更八幡平線交点）
- 終点 : 岩手県八幡平市松尾寄木（松川温泉峡雲荘前・岩手県道212号雫石東八幡平線交点）[6]

## 歴史
- 1995年（平成7年）4月1日 - 秋田県道に認定される[6]。
- 2002年（平成14年）9月27日 - 秋田県仙北郡田沢湖町田沢字大深沢国有林16林班ト小班からチ小班まで (0.262km) が供用し[7]、10月8日に起点を変更する[5]。

## 路線状況

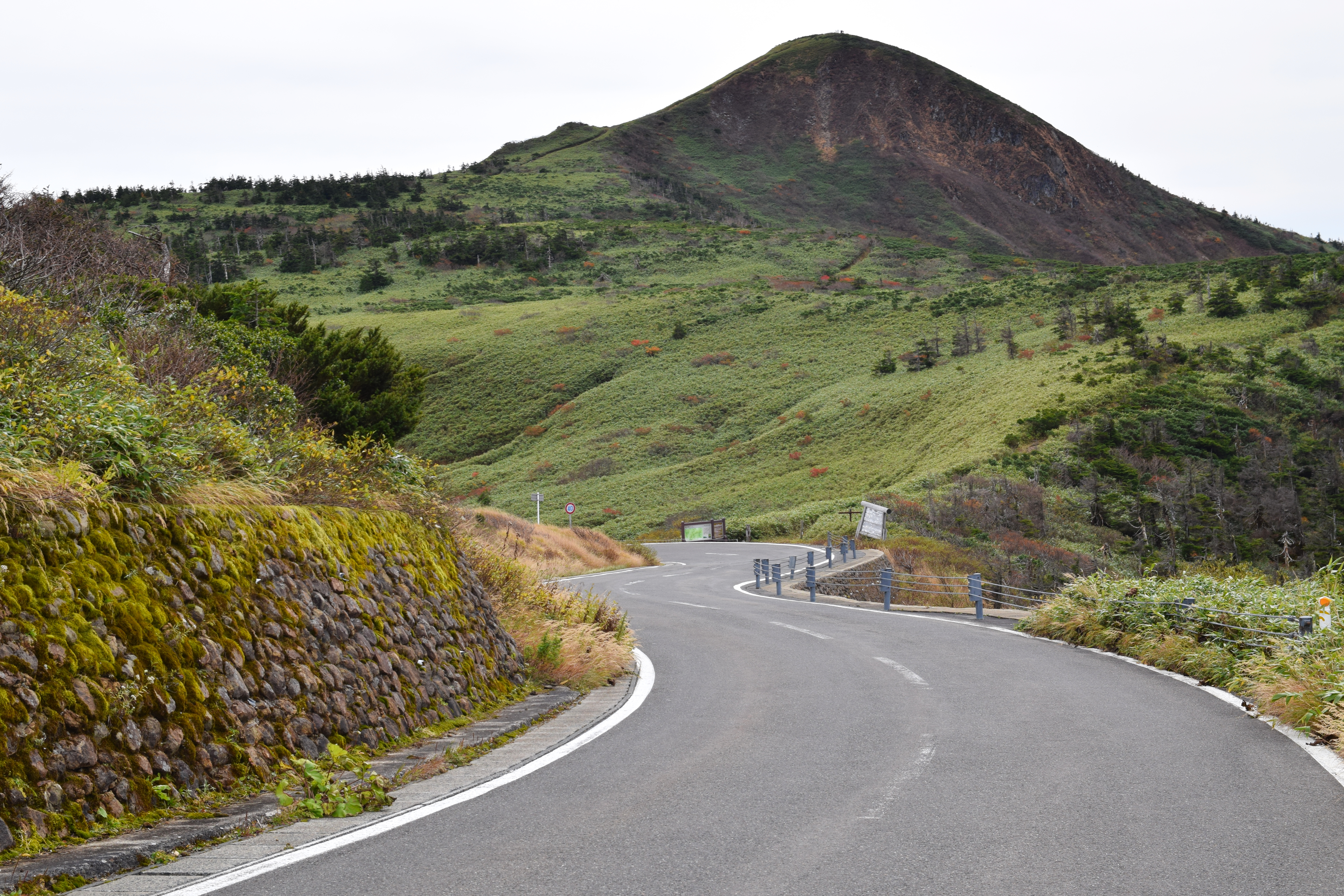
318号線と北北東から望む畚岳

冬季閉鎖は、11月下旬から翌年4月中旬まで通行止めになる。毎年冬季閉鎖期間が終了する4月下旬には開通式が行われ、八幡平アスピーテラインとともに「雪の回廊」として観光できるようになっている。
秋田県側の管理は、当県道が通る仙北地域振興局（仙北市）ではなく、便宜上鹿角地域振興局（鹿角市）が行っている。
八幡平アスピーテラインと合流するピークの見返峠から、松川地熱発電所がある松川渓谷を抜けて東北自動車道の松尾八幡平インターチェンジ方面へ行くことが出来るルートであることから、秋の紅葉シーズン中の八幡平アスピーテラインの抜け道としての利用価値が高い。アスピーテラインほどの展望はなく、中速コーナーと直線が連続する道路が深い森の中を走る。

### 愛称
- 八幡平樹海ライン

### 冬期閉鎖区間
- 区間 : 仙北市田沢湖字大深沢 - 県境[11] - 岩手県区間（全線）
- 期日 : 11月初旬 - 翌年4月下旬[12]

### 通行不能区間
- なし[13]

## 地理

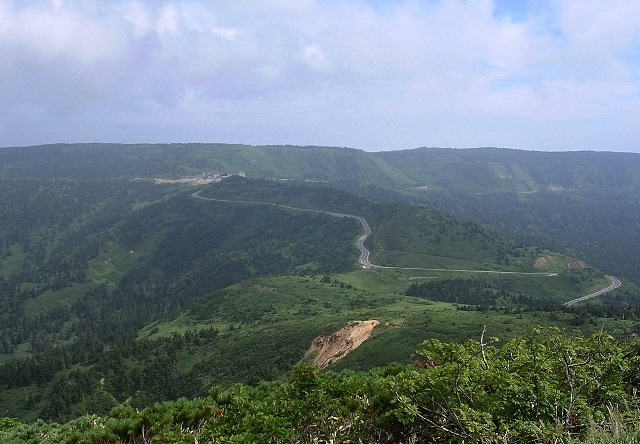
同道路と八幡平の平坦面。中央左上の見返峠で八幡平アスピーテラインと接続する。

岩手県と秋田県の県境になる最高標高の見返峠から八幡平アスピーテラインより分岐して南東方向の岩手県側に下る山岳ルートは、最初の数百メートルだけ秋田県側を走る。
八幡平樹海ラインの名の通り、道路は奥深い原生林の中を貫いており、麓ほど木々の密度は増してゆく。また、春先の冬季閉鎖解除直後は、八幡平アスピーテライン同様に「雪の回廊」状態となる。見返峠から2キロメートルほど進んだ沿道に藤七温泉がある。木々の葉がない春先は遠望が効き、秋は紅葉の名所としても知られている。終点付近には、江戸時代から歴史ある名湯で知られる松川温泉がある。

### 通過する自治体
- 秋田県
  - 仙北市
- 岩手県
  - 八幡平市

### 交差する道路
| 施設名               | 接続路線名                         | 備考 | 所在地                                   |
| -------------------- | ---------------------------------- | ---- | ---------------------------------------- |
|                      | 岩手県道・秋田県道23号大更八幡平線 | 起点 | 秋田県仙北市田沢湖田沢字大深沢国有林地内 |
| 【秋田県・岩手県境】 |                                    |      |                                          |
|                      | 岩手県道212号雫石東八幡平線        | 終点 | 岩手県八幡平市松尾寄木                   |

### 沿線の施設など
- 八幡平頂上・見返峠
- 八幡平温泉郷
  - 藤七温泉
- 松川地熱発電所